# Rebecca St. James
Rebecca St. James (n. Rebecca Jean Smallbone el 26 de julio de 1977), es una cantautora de pop rock cristiano. Nació en Sídney, Australia, de David y Helen Smallbone. Es la mayor de siete hijos y actualmente vive en Franklin, Tennessee.
En el año 2000 ganó un Grammy Award como la Mejor Cantante de Rock Góspel por el álbum Pray. Es una cantante con un mensaje para la juventud y promueve la Abstinencia Sexual a los adolescentes. Uno de sus mayores éxitos es la canción Wait For Me del álbum Transform del cual es la autora.

## Biografía
Rebecca St. James nació el 26 de julio de 1977 en Sídney, Australia. En 1991, se mudó a Nashville (Tennessee) con sus padres, su hermana Libby y sus cinco hermanos, Ben, Dan, Joel, Josh y Luke. Ella y su familia estaban pasando dificultades económicas, pero contaron con el apoyo de los vecinos que les llevaron comida y de la Iglesia Bautista del barrio, que les proporcionó muebles después de que descubrieron que dormían en el suelo.

### Carrera musical
La carrera musical de Rebecca St. James comenzó en 1990 cuando abrió para el artista de música cristiana contemporánea Carman durante su gira por Australia. En 1991, lanzó su álbum debut, Refresh My Heart, bajo el nombre de Rebecca Jean.
En 1993, después de cantar en la Primera Iglesia Bautista de Franklin (ahora Iglesia de la Ciudad), firmó con ForeFront Records y tomó su nombre artístico a petición del sello.
Un trío de pop principios y los álbumes de rock alternativo en 1994 (Rebecca St. James), 1996 (Dios), y 1998 (Pray) trajo creciente éxito comercial y las plataformas del ministerio, una puerta abierta en la radio cristiana y una nota de tapa innovadora en el enfoque de la revista Familia (circulación de 2.000.000). 
En 1999, llegar a Rebecca se extendió con la canción, "Sí, yo creo en Dios", que golpeó las partes blandas social y espiritual de la cultura estadounidense a raíz de la tragedia de Columbine High School. En el año 2000, aclamado por la crítica vertida en la liberación de transformación, una mezcla progresiva de pop, rock, sinfónico, tecno y tesoros que un periodista Amazon.com llamado "sublime pegadiza", mientras que nombrar St. James el mejor artista del año cristiano. 
El proyecto también contó con "Wait For Me", una canción que define que abordó el compromiso inspirador de Rebecca a mantener la abstinencia hasta el matrimonio. La canción inteligente, poético y elegante melodía aseguró su lugar como artista en vida retirado de modificación de las tendencias. 
Poco después, Crosswalk.com llamada Rebecca St. James en la mujer más influyente en la música cristiana. En 2002, fue nombrado el Mejor Artista Femenina por los lectores de MCP y revistas Vida en el campus y por los oyentes de K-Amor y Air1 redes de radio, y lanzó su álbum más vendido más rápido hasta la fecha, adorar a Dios. 
En 2003, trajo el lanzamiento de Espera para mí: Lo mejor de Rebecca St. James, con dieciséis escogidos éxitos favoritos de los fanes más dos nuevas canciones distintivo en el futuro, "las expresiones de su amor" (con Chris Tomlin) y "I Thank You. " Ya este año, la cantante ha viajado a través de los EE. UU., Australia, Nueva Zelanda y Canadá y ha recibido tres nominaciones a los Premios Dove Awards.

## Vida personal
A los 19 años, se convirtió en miembro de la Iglesia de la ciudad de Franklin (anteriormente conocida como la Primera Iglesia Bautista de Franklin). 
En abril de 2011, se casó con Jacob "Cubbie" Fink, bajista y corista de la banda Foster the People.  Tiene una hija, Gemma Elena Fink, nacida en 2014.

## Discografía

### Álbumes y EP

#### Álbumes de estudio
- 1991: Refresh My Heart
- 1994: Rebecca St. James
- 1997: God (Gold)
- 1997: Christmas
- 1998: Pray (Gold)
- 2000: Transform
- 2002: Worship God
- 2005: If I Had One Chance to Tell You Something
- 2011: I Will Praise You

#### Álbumes en vivo
- 2004: Live Worship: Blessed Be Your Name
- 2007: aLIVE in Florida

#### Compilaciones
- 2003: Wait for Me: The Best from Rebecca St. James
- 2006: The Early Years
- 2008: The Ultimate Collection (Fecha sujeta a cambios)

#### EP
- 1995: Extended Play Remixes
- 2006: America - The EP
- 2006: Top 5 Hits (Rebecca St. James)
- 2007: Holiday Trio

#### Otras contribuciones
- Prayers and Worship (1995): Spoken word performances on "He Is Exalted", "Turn Your Eyes Upon Jesus", and "Give Thanks"
- WOW 1998 (1997): "Abba (Father)"
- Surfonic Water Revival (1998): "Gold Coast"
- WOW 1999 (1998): "Pray (Edit)"
- Power Jams (1999): "I'll Carry You (Remix)"
- Listen:Louder (1999): "Omega (Psi Phi Remix)"
- Heaven & Earth (1999): "River of Life" & "As We Wait"
- WOW 2000 (1999): "Omega (Radio Remix)"
- Eterne: Never Be the Same (2000): "Shout to the Lord"
- Left Behind Soundtrack (2000): "Come Quickly Lord" & "Midnight Cry" w/ Various Artists
- WOW 2001 (2000): "Reborn"
- The Prayer of Jabez (2001): "Lead Me Away" w/ Michael Tait
- WOW 2002 (2001): "Wait For Me
- Your Love Broke Through (2002): "Your Love Broke Through"
- Psalm 23: "Psalm 23" w/ Various Artists
- WOW Christmas red (2002): "Sweet Little Jesus Boy"
- Mixdown (2003): "Lean On (Remix)"
- The Best of Modern Worship: I Could Sing of Your Love Forever (2003): "Above All"
- WOW Worship: Yellow (2003): "Breathe"
- Dove Hits 2003 (2003): "Song of Love"
- Smash-Ups (2003): "God" vs. Earthsuit's "One Time"
- It Takes Two (2003): "Expressions of Your Love" w/ Chris Tomlin
- !Hero The Rock Opera (2003): Many songs
- WOW 2003 (2002): "Song of Love"
- WOW 2004 (2003): "I Thank You"
- WOW Worship: Red (2004): "The Power of Your Love"
- Veggie Rocks! (2004): "VeggieTales Theme Song"
- Every Young Women's Battle (2005): "Wait For Me"
- Music Inspired by The Chronicles of Narnia: The Lion, the Witch and the Wardrobe (2005): "Lion"
- WOW Christmas: Green (2005): "Hark! The Herald Angels Sing"
- Worship Together - Here I Am To Worship, Vol. 3 (2006): "Lest I Forget"
- WOW Worship: Aqua (2006): "Forever"
- WOW 2007 (2006): "Alive"

## Filmografía
- 2000: Left Behind: The Movie
- 2001: The First Easter (voz)
- 2004: An Easter Carol (voz)
- 2004: !Hero
- 2006: Unidentified
- 2009: Sarah's Choice
- 2010: Rising Stars
- 2011: The Frontier Boys
- 2011: Suing the Devil
- 2013: Mother India: Life Through the Eyes of the Orphan (narradora)
- 2013: A Strange Brand of Happy
- 2015: Faith of Our Fathers